# Хуліо Оррего
Хуліо Оррего (ісп. Julio Horrego, 8 жовтня 1998) — гондураський плавець.
Учасник Олімпійських Ігор 2020 року, де в попередніх запливах на дистанціях 100 і 200 метрів брасом посів, відповідно, 43-тє і 37-ме місця й не потрапив до півфіналів.